# Hartitzsch (Adelsgeschlecht)

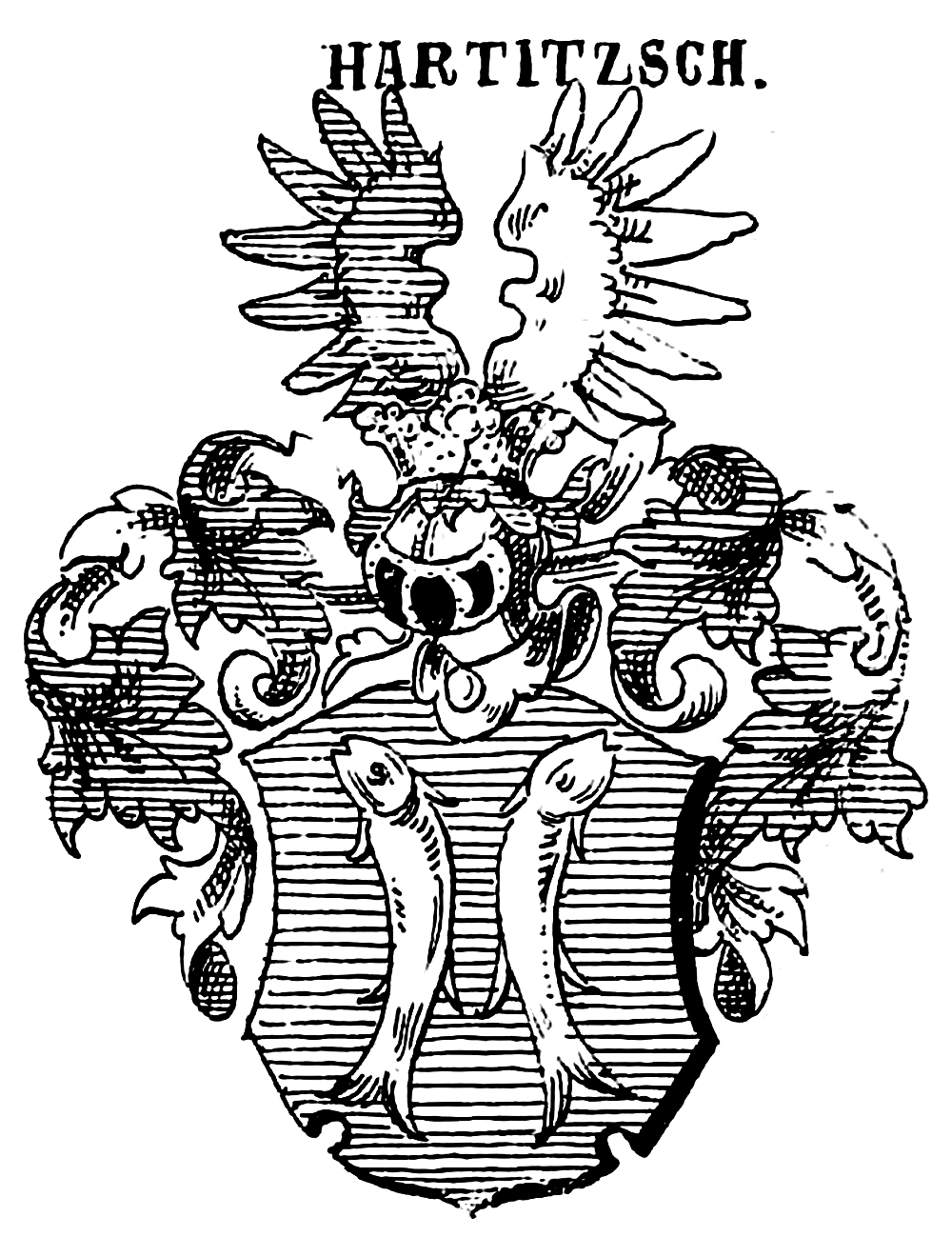
Wappen derer von Hartitzsch

Hartitzsch (auch Hartsch, Hartzsch, Hartisch, Hartič, Hartic, Hartitz, Hartusch) ist der Name eines erloschenen böhmisch-meißnisches Adelsgeschlechts. Die Besitzungen der Familie lagen vor allem im sächsischen Osterzgebirge.

## Geschichte

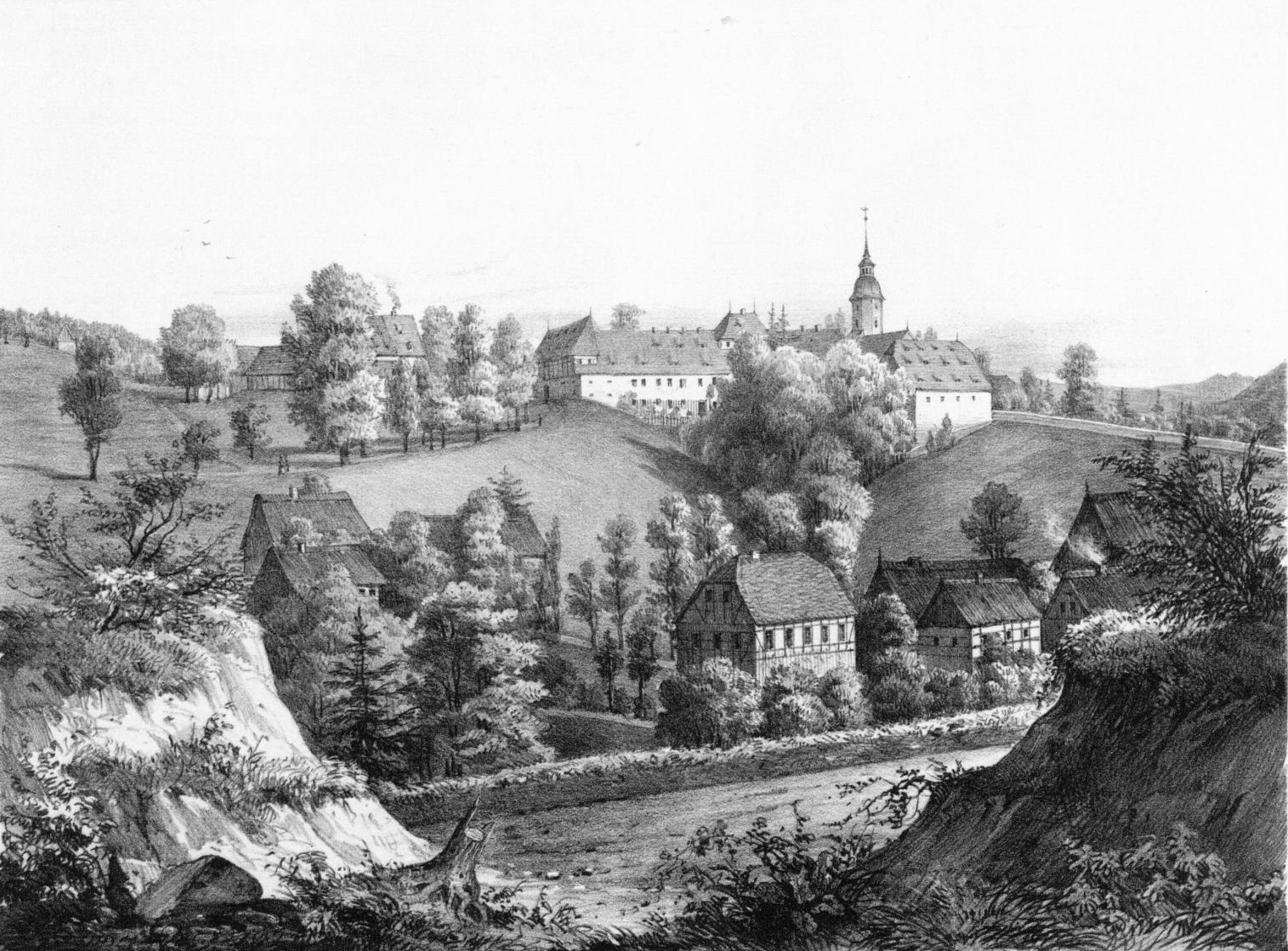
Rittergut Dorfchemnitz um 1855

Der Sage nach soll der Ahnherr des Geschlechtes Fischer an der Donau gewesen sein und einen deutschen Kaiser vor feindlichen Verfolgern über den Fluss in Sicherheit gebracht haben, worauf ihm der Adel verliehen wurde. Eine andere Sage erzählt hingegen, der Fischer habe auf einem Kreuzzug eine sarazenische Flotte in Brand gesteckt und sei dafür geadelt wurden. Der Stammsitz des Geschlechts von Hartitzsch soll der Legende nach eine Burg Hartic bei Johnsdorf in Böhmen gewesen sein.
Im 14. und 15. Jahrhundert erscheint die Familie als durch Bergbau zu Wohlstand gekommenes Patriziergeschlecht der Stadt Freiberg. Sie stellte dort mehrere Ratsherren, Stadtälteste und Bürgermeister. Die Stammreihe beginnt mit dem Ratsherrn und Bürgermeister von Freiberg Nicolaus Hartusch, der 1340–1365 urkundlich erscheint. Am 14. April 1414 siegelt Johannes Hartus eine Urkunde.

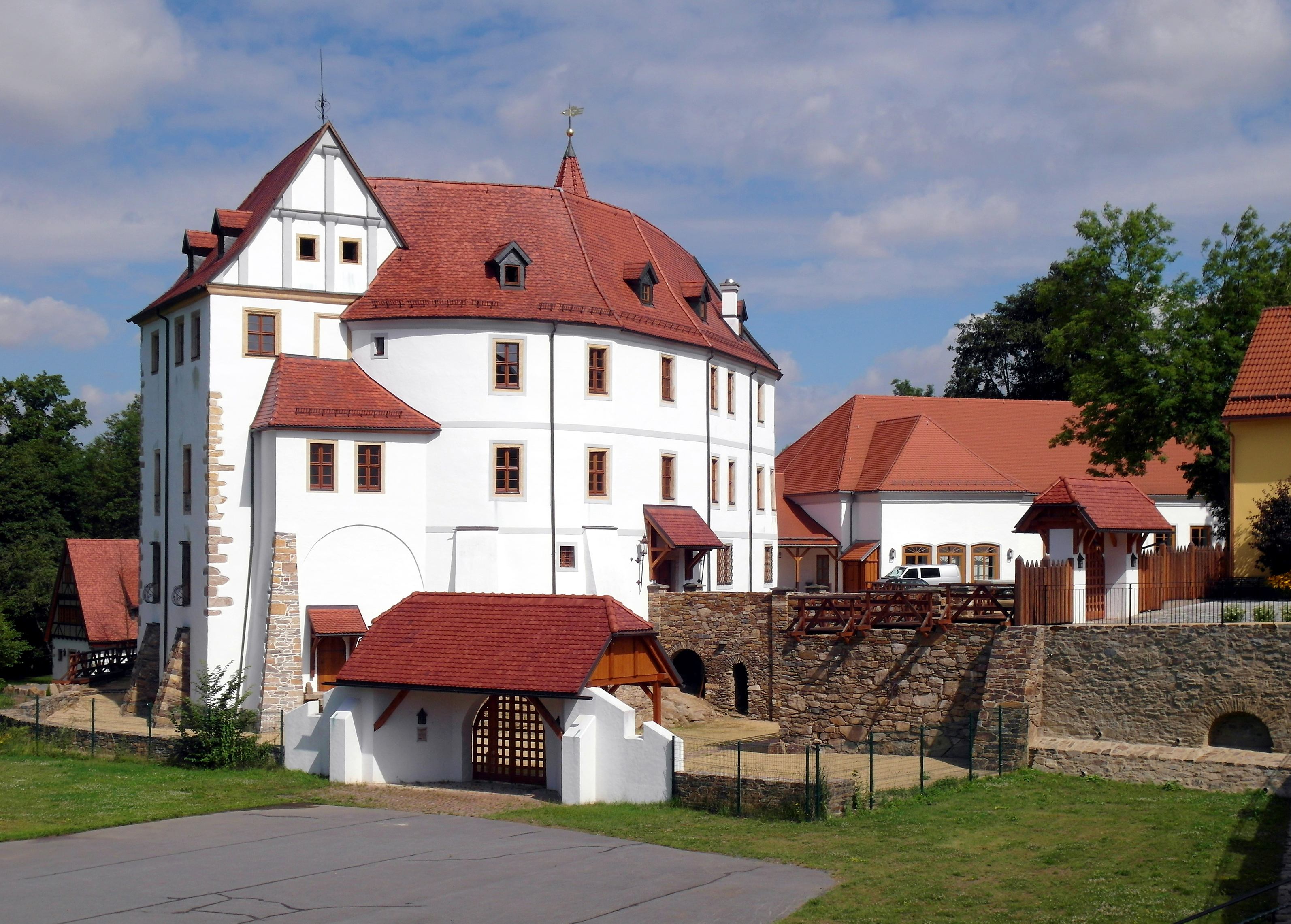
Schloss Weißenborn

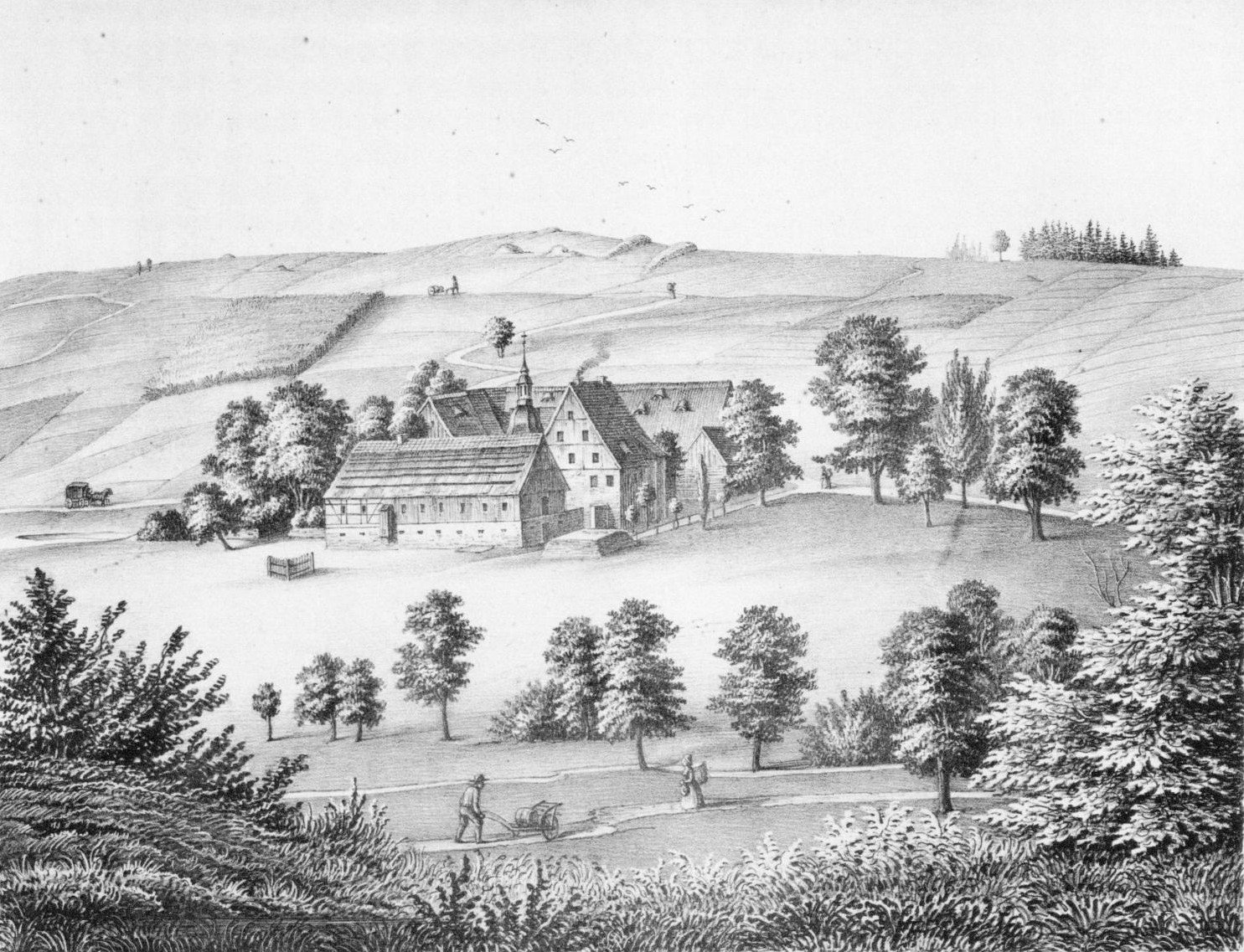
Rittergut Voigtsdorf (um 1860)

Nach und nach erwarben sie auch außerhalb der Stadt Freiberg größere Besitzungen und gingen bald in den Landadel über. 1340 wurden sie mit Dorfchemnitz, 1364 mit Pretzschendorf, 1365 mit Weißenborn belehnt.  Ab 1477 wurde vor allem nördlich von Weißenborn Silbererz, später auch Blei-, Zinn- und Kupfererz mit einer Blütezeit im 16. Jahrhundert bis zum Dreißigjährigen Krieg gewonnen; das Rittergut blieb bis 1802 im Besitz der Familie.
1366 folgte die Belehnung mit Voigtsdorf und Friedebach, 1398 mit Lichtenberg, 1401 mit Helbigsdorf und Weigmannsdorf, 1465 mit Wolfsgrund und Röthenbach. Ende des 15. Jahrhunderts konnten sie Colmnitz, Tanneberg und Langenau hinzukaufen und im 17. Jahrhundert Bieberstein, Böhrigen, Ebersbach, Krummenhennersdorf sowie Neukötitz.
In Böhmen besaßen sie die Güter Maltheuern (ab 1535), Kolosoruk (ab 1576) und Johnsdorf (ab 1590); diese Besitzungen verloren sie jedoch im Jahre 1623 nach der Schlacht am Weißen Berg als protestantisches Adelsgeschlecht. Seit 1723 war der Kammerjunker Ludwig Adolph von Hartitzsch († 1753, verheiratet mit Maria Elisabeth Dorothea von Bose) Erb-. Lehn- und Gerichtsherr auf Schnellroda und nach ihm sein Sohn Alexander bis 1755. Im 18. Jahrhundert erbte die Familie noch Steinbach. Hans Adolph von Hartitzsch, auf Dorfchemnitz und Voigtsdorf, erwarb Anfang des 19. Jahrhunderts noch die Güter Heyda und Knatewitz und 1820 Röhrsdorf. Mit ihm erlosch das Geschlecht 1857 im Mannesstamm. Seine Güter fielen an seine Nichten, die sie durch Eheschließungen in die Familien von Lüttichau (Dorfchemnitz und Voigtsdorf), von der Groeben (Röhrsdorf) und von Carlowitz (Heyda) einbrachten.

## Wappen

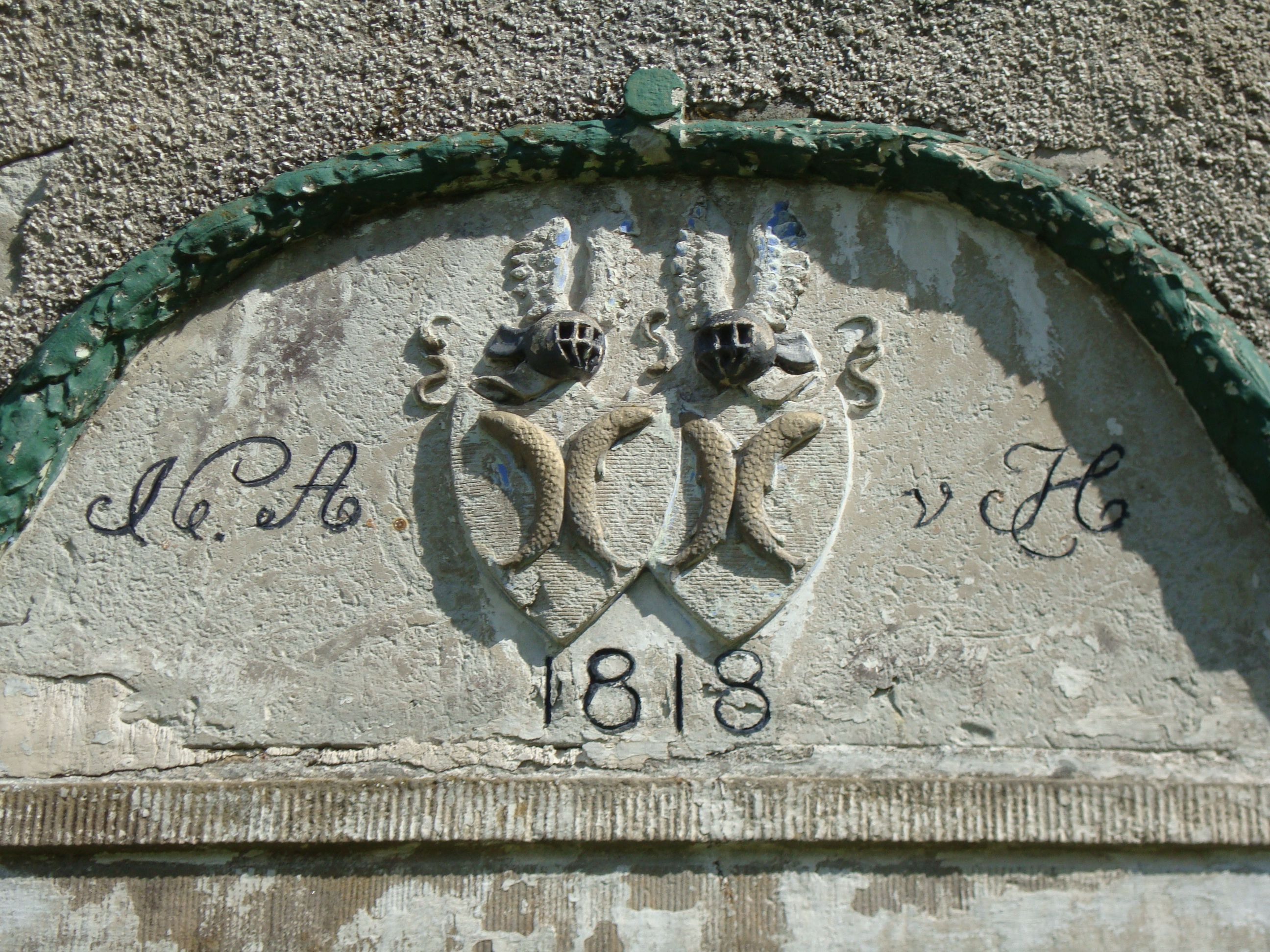
Wappen am Rittergut Dorfchemnitz

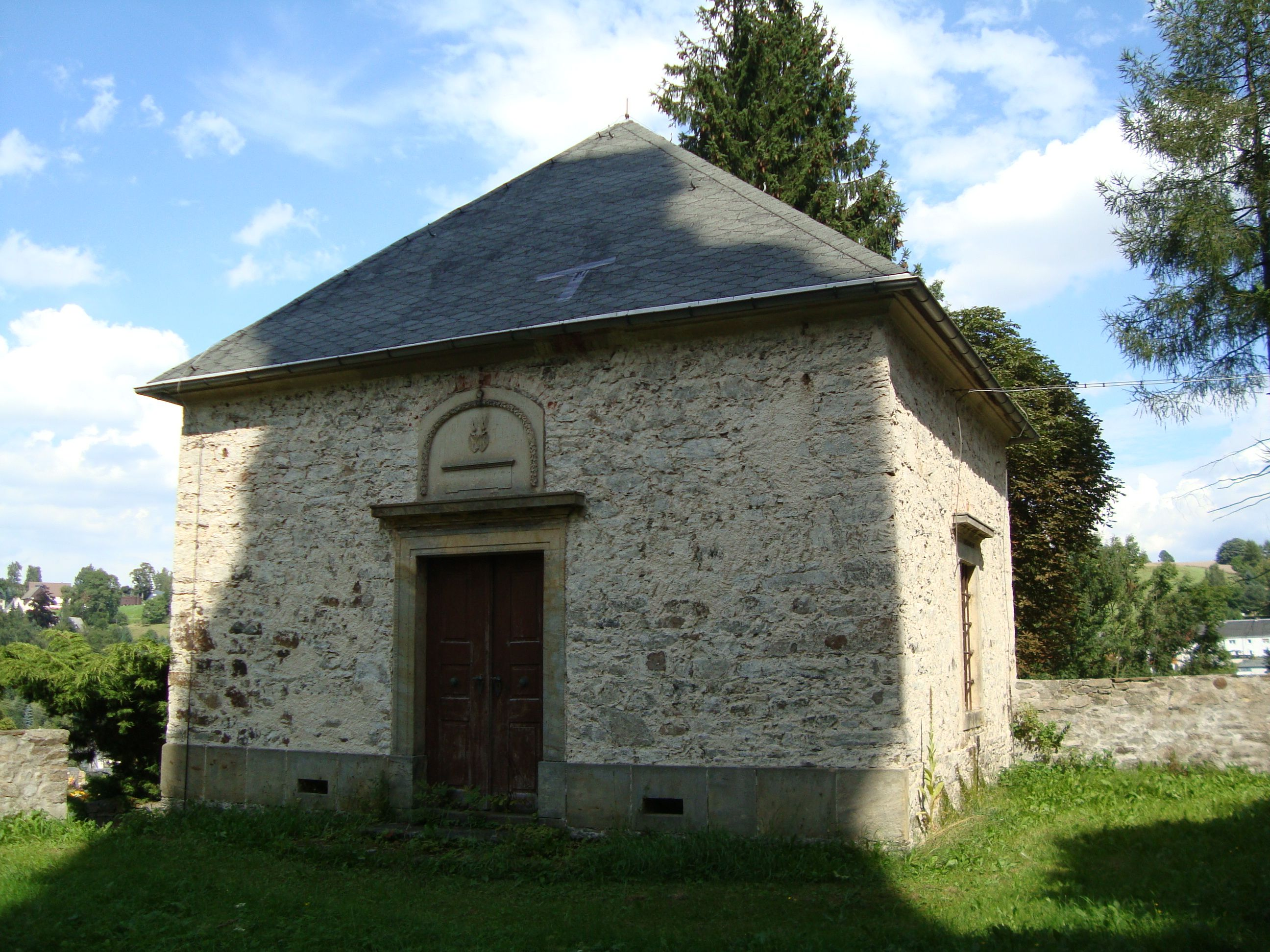
Erbbegräbnis in Dorfchemnitz

Das Wappen zeigt in Blau zwei aufgerichtete abgewendete silberne Fische (Harten). Auf dem Helm mit rechts blau-silbernen Decken ein offener rechts roter, links silberner Flug.
Die Fische im Wappen sollen den Beruf des Fischers als sagenhaften Stammvater symbolisieren.

## Persönlichkeiten
- Hans von Hartitzsch, Ratsherr, Hospitalmeister und 1391 Bürgermeister von Freiberg
- Hans Adolph von Hartitzsch (1778–1857), Rittmeister, Rittergutsbesitzer und Politiker
- Nicol von Hartitzsch, Ratsherr und 1354 Bürgermeister von Freiberg
- Georg Ernst von Hartitzsch, in der Fruchtbringenden Gesellschaft „Der Vielgenützte“.
- Friedrich Georg Christoph von Hartitzsch (1746–1809), Generalmajor
- Wolf Reinhard von Hartitzsch (1718–1794), Generalmajor[2]